# Play (альбом Джолин Цай)
Play (кит. 呸) — тринадцатый студийный альбом Джолин Цай (кит. 蔡依林).

## Об альбоме
Альбом был выпущен 15 ноября 2014 лейблом Warner Music Taiwan. Play стал самым продаваемым альбомом года женщины-исполнителя на Тайване с 85,000 реализованных копий. Альбом получил хорошие отзывы критиков и был назван рядом обозревателей «Лучшим альбомом года». Синглы «Play» (кит. Play 我呸) и «The Third Person and I» (кит. 第三人稱) заняли соответственно 1-е и 8-е места в годовом хит-параде 2014 Hit FM Annual Top 100 Chart. Клип «Play 我呸» стал самым просматриваемым тайваньским музыкальным видеороликом в 2014 году и привлёк к Джолин внимание за пределами Тайваня.
Сингл «I’m Not Yours» записан при участии японской поп-певицы Намиэ Амуро. Джолин была номинирована на 26-й церемонии Golden Melody Awards в категориях «Песня года» за сингл «Play» и «Лучшее музыкальное видео» за клипы к композициям «Play» и «We’re All Different, Yet the Same» (кит. 不一樣又怎樣), а также одержала победу в номинациях «Лучший альбом на китайском языке» и «Лучший вокальный альбом». Кроме того, певица была номинирована на 27-й церемонии Golden Melody Award в категории «Лучшее музыкальное видео» за клип «I’m Not Yours» и получила награду на церемонии Mnet Asian Music Awards 2015 в категории «Лучший азиатский китайскоязычный артист». В свою очередь, видеоклип Джолин на песню «Play» в 2015 году был отмечен премией Red dot в категории «Коммуникационный дизайн». Многие международные организации были обеспокоены тем, что власти Сингапура запретили к показу по ТВ клип «We’re All Different, Yet the Same»

## Список композиций
| №                   | Название                                           | Автор(ы)                                                                                                   | Producer(s)            | Длительность |
| ------------------- | -------------------------------------------------- | --- | ---------------------- | ------------ |
| 1.                  | «Gentlewomen» (第二性)                             | Cheer Chen                                                                                                 | Chung Cheng-hu         | 3:41         |
| 2.                  | «Play» (Play 我呸)                                 | Nese Li Ke-ti                                                                                              | Starr Chen             | 3:13         |
| 3.                  | «Medusa» (美杜莎)                                  | Emile Ghantous Erik Nelson Nasri Atwe Lakesha Hinton Yen Yün-nung                                          | Hsiao An               | 4:03         |
| 4.                  | «Lip Reading» (唇語)                               | Huang Sheng-feng Liang Chin-hsing                                                                          | Hsiao An               | 3:40         |
| 5.                  | «I'm Not Yours» (feat. Namie Amuro)                | Jolin Tsai Hayley Michelle Aitken Olof Lindskog Sten Iggy Strange Dahl Wyman Wong                          | Starr Chen             | 3:41         |
| 6.                  | «I Love, I Embrace» (自愛自受)                     | William Wei Shih Jen-cheng                                                                                 | Chung Cheng-hu         | 3:55         |
| 7.                  | «Miss Trouble»                                     | Jolin Tsai Hayley Michelle Aitken Olof Lindskog Sten Iggy Strange Dahl Ke Ta-wei                           | Starr Chen             | 3:16         |
| 8.                  | «Phony Queen» (電話皇后)                           | Dominik Rothert Jason Worthy Jessica Jean Pfeiffer Alexander Krause Wyman Wong                             | Hsiao An               | 2:58         |
| 9.                  | «The Third Person and I» (第三人稱)                | JJ Lin Tom Wang                                                                                            | JJ Lin                 | 4:52         |
| 10.                 | «We're All Different, Yet the Same» (不一樣又怎樣) | Christoffer Thomas Viktor Vikberg Hayley Michelle Aitken Sten Iggy Strange Dahl Johan Moraeus Albert Leung | Starr Chen Michael Lin | 3:20         |
| Общая длительность: | Общая длительность:                                | Общая длительность:                                                                                        | Общая длительность:    | 36:39        |